# جيلبرتو بينايو
جيلبرتو بينايو (بالإسبانية: Gilberto Penayo)‏ مواليد 3 أبريل 1933 في أسونسيون، هو لاعب كرة قدم باراغواياني سابق كان يلعب في مركز الهجوم. سبق له أن لعب في كأس العالم لكرة القدم مع منتخب بلاده في مونديال 1958.

## المسيرة الاحترافية

### أندية لعب لها
- سيرو بورتينيو

## روابط خارجية
- جيلبرتو بينايو على موقع الاتحاد الدولي (مؤرشف)  (الإنجليزية)
- جيلبرتو بينايو على موقع قاعدة بيانات كرة القدم.إي يو (الإنجليزية)
- جيلبرتو بينايو على موقع ناشيونال فوتبول تيمز (الإنجليزية)
- جيلبرتو بينايو على موقع عالم كرة القدم.نت (الإنجليزية)